# Before Sunrise
Série
Before Sunset
(2004)
Pour plus de détails, voir Fiche technique et Distribution.
Before Sunrise, ou Avant l'aube tout est possible au Québec, est un drame romantique américain réalisé par Richard Linklater et sorti en 1995. 
Il est présenté au festival du film de Sundance 1995. Succès commercial, le film reçoit à sa sortie des critiques très élogieuses tant de la critique que du public et enregistre plus de 22 millions de dollars de recettes dans le monde pour un budget de moins de 2,5 millions. Il est suivi par Before Sunset sorti en 2004 et Before Midnight en 2013.

## Synopsis
Céline est une étudiante française qui est allée rendre visite à sa grand-mère à Budapest. Jesse est un jeune Américain effectuant un périple à travers l'Europe. Tous deux se rencontrent dans un train, entre Budapest et Vienne. Arrivés à Vienne, Jesse doit descendre. Il parvient à convaincre Céline de passer une nuit avec lui dans la capitale autrichienne. Au cours de cette nuit, ils apprendront à se connaître. Le lendemain, ils devront se séparer.

## Fiche technique
Sauf indication contraire, les informations mentionnées dans cette section peuvent être confirmées par les bases de données cinématographiques  présentes dans la section « Liens externes ».
- Titre original et français : Before Sunrise
- Titre québécois : Avant l'aube tout est possible[1]
- Réalisation : Richard Linklater
- Scénario : Richard Linklater et Kim Krizan
- Musique : Fred Frith
- Photographie : Lee Daniel
- Montage : Sandra Adair et Sheri Galloway
- Décors : Florian Reichmann
- Costumes : Florentina Welley
- Production : Anne Walker-McBay, Wolfgang Ramml, Gernot Schaffler, Ellen Winn Wendl, Gregory Jacobs et John Sloss
- Sociétés de production : Castle Rock Entertainment et Columbia Pictures
- Budget : 2,5 millions de dollars
- Pays de production :  États-Unis
- Format : couleurs - 1,85:1 - 35 mm - Dolby Digital / SDDS
- Genre : drame, romance
- Durée : 105 minutes
- Dates de sortie :
  - États-Unis : 27 janvier 1995
  - France : 29 mars 1995
  - Suisse : 31 mars 1995

## Distribution
Sauf indication contraire, les informations mentionnées dans cette section peuvent être confirmées par les bases de données cinématographiques  présentes dans la section « Liens externes ».
- Ethan Hawke : Jesse
- Julie Delpy : Céline
- Andrea Eckert : la femme du train
- Hanno Pöschl : le mari du train
- Karl Bruckschwaiger : un homme sur le pont
- Tex Rubinowitz : un homme sur le pont
- Erni Mangold : la chiromancienne
- Dominik Castell : le poète
- Haymon Maria Buttinger (de) : le barman
- Harold Waiglein : le guitariste
- Kurti : le percussionniste
- Bilge Jeschim : la danseuse

## Production
Le tournage s'est déroulé à Vienne, en Autriche. Le film a été inspiré par une femme que Richard Linklater a rencontrée dans un magasin de jouets à Philadelphie en 1989. Ils s'étaient promenés et avaient parlé toute la nuit. Linklater a compris qu’il fallait nécessairement avoir une coscénariste professionnelle pour réaliser le film, entièrement composé de dialogues entre un homme et une femme. Il a choisi pour cela Kim Krizan, qui avait participé à la création de Slacker et  Génération Rebelle.

## Bande originale
- Dido and Æneas Overture, composée par Henry Purcell et interprété par Academy of the Begynhof
- Dancing With Da Rat, interprété par Loud
- Yakety Sax, interprété par Boots Randolph
- Come Here, interprété par Kath Bloom
- Anti Body, interprété par Fetish 69
- Sonate pour piano no 8, composée par Ludwig van Beethoven et interprétée par István Székely
- Concerto, en la mineur, pour violon, cordes et basse continue (orgue), RV 358, composé par Antonio Vivaldi et interprété par The Aulos Ensemble
- The Human Pump, interprété par Harlad Waiglein
- Vienna Blood, interprété par Barbara Klebel et Wolfgang Staribacher
- Trapeze, interprété par Lou Christie
- Variente no 25 des Variations Goldberg, composée par Jean-Sébastien Bach et interprétée par Wolfgang Glüxam
- Sonate no 1 en G majeur, BWV 1027, composée par Jean-Sébastien Bach et interprétée par Yo-Yo Ma et Kenneth Cooper
- Living Life, interprété par Kathy McCarty

## Distinctions
- Ours d'argent de la meilleure réalisation, lors du Festival de Berlin 1995.
- Nomination au prix du plus beau baiser (Ethan Hawke et Julie Delpy), lors des MTV Movie Awards 1995.

## Autour du film
La grande roue que l'on peut voir durant le film est la même que celle visible dans Le Troisième Homme (1949) et Tuer n'est pas jouer (1987).

## Suites
Le film connait deux suites. Before Sunset, sorti en 2004, se déroule à Paris 9 ans après. Before Midnight (2013) se déroule en Grèce encore 9 ans plus tard. Un 4e avait un temps été évoqué.